# P-dator
P-datorn är ett preventivmedel i form av en apparat som beräknar säkra perioder, vanligen på basen av kroppstemperatur eller hormonnivåer.
En kvinna är i genomsnitt endast fertil ett fåtal dagar varje månad och dessa dagar kan p-datorn lära sig att känna igen. Under de fertila dagarna går det sedan att komplettera med andra preventivmedel, såsom kondom. Tekniken för p-datorer har utvecklats och de anses numera vara en säker preventionsmetod, även om säkerheten varierar mellan de olika p-datorerna som finns på marknaden. Det finns två olika huvudsakliga typer av p-datorer, de som är baserade på basaltemperaturen i kroppen och de som är baserade på halter av hormon i urinen.

## Så fungerar metoden
En genomsnittlig menstruationscykel varar 28 dagar men kan variera något från individ till individ. Ägglossningen inträffar oftast någon gång mellan 12 och 16 dagar före nästa mens. En kvinna är bara fertil i samband med ägglossningen. Spermier kan överleva upp till fem dagar i kvinnans kropp vilket gör att en kvinna i genomsnitt brukar vara fertil sex dagar varje månad. Under cykeln varierar hormonnivåerna och basaltemperaturen i kroppen.Temperaturen höjs till exempel cirka 0,5 C när en kvinna har ägglossning. Dessa skiftningar i hormonnivå och basaltemperatur under kvinnans cykel är det p-datorn baserar sitt resultat på och p-datorn kan därmed säga med hög säkerhet när en kvinna är fertil. Vanligen visar p-datorn rött eller grönt ljus beroende på om kompletterande preventivmedel behövs om man inte önskar att få barn.
Eftersom en p-dator vet vilka dagar en kvinna är fertil går det också att använda en p-dator för att maximera chanserna att få barn. Basmetoden är densamma för denna typ av p-datorer men de är ofta mer avancerade och kan komma med extra funktionalitet såsom kompletterande funktion om gulkroppshormonet, öka chanserna för att planera barnets kön samt räkna ut troligt födelsedatum. 

## Säkerhet
P-datorer anses idag vara ett säkert preventivmedel. De temperaturbaserade har ett Pearl-index på 0,7-1 (99-99,3% säkra), vilket gör att de ligger i samma intervall som p-piller. De urinbaserade har ett Pearl-index på 6 (94 % säkra) vilket innebär att de ligger i samma intervall som vissa minipiller.[källa behövs]

## Tidigare forskning
- Medical Evaluation, Dr. Andreas Marx – ClevaMed, Sept. 20th, 2007. EG-Instruction 93/42 EWG und MEDDEV.2.7.1 - ‘very high degree in Method-Security, which clearly stands out from competitive devices’.

- FDA, January 2005 Office of Device Evaluation (ODE) as an aid in ovulation prediction

- Birmingham 1997, Prof. Freundl. Test of 686 women over 24 month and 12.213 Cycles.

- Amsterdam 1992, Prof. Martinez, v. Hoof, Schoute, v.d. Meer. Clinical Test and research on Hormone- and Temperature shifts.